# Трубов, Валерий Иванович
Валерий Иванович Трубов (1922—1986) — командир батареи 31-го гвардейского Кобринского Краснознамённого артиллерийского полка 12-й гвардейской Пинской Краснознамённой ордена Суворова стрелковой дивизии 61-й армии 1-го Белорусского фронта, гвардии старший лейтенант. Герой Советского Союза.

## Биография
Родился 17 января 1922 года в деревне Устново ныне Кинешемского района Ивановской области в семье крестьянина. Русский. Член ВКП(б)/КПСС с 1944 года. Окончил 10 классов.
В 1941 году был призван в Красную Армию и направлен в военное училище. В 1942 году окончил 3-е Ленинградское артиллерийское училище, находящееся в то время в городе Костроме. В действующей армии с января 1944 года. В составе 31-го гвардейского артиллерийского полка принимал участие в освобождении Белоруссии, Польши. Особо отличился при форсировании реки Одер.
В марте 1945 года гвардии старший лейтенант Трубов в составе полка подошёл к Одеру в районе населённого пункта Нойглитцен и стал готовиться к форсированию водной преграды. Утром 17 апреля, ещё до того, как началось форсирование Одера, огнём своих пушек Трубов подавил на противоположном берегу семь пулемётных точек и миномётную батарею противника, засеченные днём, тем самым обеспечив переправу пехоты. Затем артиллеристы сами преодолели реку на подручных средствах. Батарея Трубова оказалась первой на западном берегу реки. В бою за удержание и расширение плацдарма командир не только командовал батареей, но и сам вставал за орудие и вёл огонь, заменяя раненого или убитого бойца.
Указом Президиума Верховного Совета СССР от 31 мая 1945 года за образцовое за образцовое управление огнём батареи при форсирования Одера, закрепление плацдарма на западном берегу и проявленные при этом мужество, отвагу и героизм гвардии старшему лейтенанту Трубову Валерию Ивановичу присвоено звание Героя Советского Союза с вручением ордена Ленина и медали «Золотая Звезда».
После Победы остался в армии. В 1948 году окончил Высшие офицерские артиллерийские курсы, в 1953 году — Военную академию имени М. В. Фрунзе. С 1972 года полковник Трубов — в запасе. Жил в городе Одесса. Работал инспектором по кадрам в «Транссельхозтехнике». Умер 16 января 1986 года.
Награждён орденом Ленина, двумя орденами Отечественной войны 1-й степени, тремя орденами Красной Звезды, медалями.